# MARKAL
MARKAL est un modèle de prospective énergétique à long terme permettant l'analyse chiffrée des différents scénarios énergétiques possibles. Le mot MARKAL provient de la concaténation des deux mots anglais MARKet ALlocation (répartition des marchés), le modèle MARKAL a pour objet l'évaluation des choix technologiques futurs afin de déterminer une structure technologique optimale sous diverses contraintes, à partir d'une représentation explicite d'un ensemble d'options techniques actuelles et futures pour l'offre et la demande d'énergie. Une légère amélioration du modèle MARKAL standard a donné naissance à plusieurs variantes de modèles énergétiques dont la plus fréquente est baptisée TIMES, les deux dernières approches ont des similitudes et des divergences.

## Variantes du modèle MARKAL

### MARKAL Standard
Le modèle standard réalise l’optimisation du système énergétique pour une région générique et à partir d’un scénario de demande exogène et inélastique. 

### RMARKAL
Le RMARKAL ou modèle multi régions permet de régionaliser la description et de représenter de manière endogène les échanges entre les différentes régions génériques. 

### MATTER
Cette extension a été développée pour représenter explicitement les flux de matériaux dans le système en parallèle avec les flux énergétiques. 

### MARKAL-ETL
Dans les versions standard, le progrès technique est traduit par l’évolution exogène des caractéristiques dans la base de données technologique. Cette version intègre, une amélioration endogène des performances des technologies grâce à des courbes d’apprentissage (Endogenous Technological Learning). 

### MARKAL-Stochastics
La version stochastique de MARKAL permet de prendre en compte les incertitudes sur certaines valeurs. L’incertitude sur certains paramètres ou contraintes est représentée par des états différents avec des probabilités de réalisation différentiées. Le modèle détermine une stratégie unique tenant compte des probabilités des différents évènements. 

### MARKAL-MICRO
Cette extension inclut une réponse de la demande à sa valeur marginale endogène. La demande est élastique et l’équilibre est déterminé à partir de courbes de demande non linéaires. Le modèle est résolu à l’aide de solveurs non linéaires. 

### MARKAL-ED
Dans cette approche, la demande est aussi élastique à son coût. Les coefficients d’élasticité sont fixés par l’utilisateur pour chaque période. La courbe de demande est cependant ici, linéaire par morceaux. 

### MARKAL-MACRO
Cette extension formalise un bouclage macroéconomique avec les autres secteurs d’activité. Dans cette version non linéaire, la demande est endogène et son niveau est lié, par l’intermédiaire du modèle d’équilibre général calculable simplifié MACRO, à l’activité économique globale. 

### MARKAL-EV
Dans sa version standard, MARKAL permet par des taxes différenciées ou des limites d’émissions d’internaliser les externalités environnementales. Cette option permet d’intégrer directement des courbes de dommages environnementaux. L’approche est du type IAM. Le modèle est non linéaire. 

### SAGE
SAGE (System to Analyze Global Energy) : Dans cette approche, la solution optimale est calculée d’une période à l’autre et non sur toutes les périodes simultanément. On substitue ainsi une attitude myope dans la décision, à une connaissance parfaite du futur. Des contraintes de parts de marché formalisées renforcent cette vision myope.

### TIMES
TIMES (The Integrated MARKAL-EFOM System) : Le modèle TIMES est une version évoluée plus souple d’utilisation du modèle MARKAL. Les évolutions concernent entre autres, la généralisation de la notion de technologie contre la différenciation en quatre classes différentes dans MARKAL, un découpage temporel plus souple (nombre de saisons et durée variable des périodes sur l’horizon) et globalement une approche de modélisation plus simple.

### TIAM
TIAM (TIMES Integrated Assessment Model) : Le modèle TIAM étend l’approche bottom-up vers l’approche climatique. C’est un modèle TIMES mondial en 15 régions étendu par un module climatique pour décrire les niveaux d’émissions (CO2, CH4, N20), la concentration atmosphérique résultante (Interaction : atmosphère - biosphère et surface des océans – océans profonds), le forçage radiatif induit et les augmentations moyennes de température correspondantes (atmosphère et surface océanique - océans profonds). L’intérêt de cette approche est de pouvoir par exemple étudier les conditions techniques de réalisation d’un objectif donné de stabilisation du climat sur le long terme.